# 艪

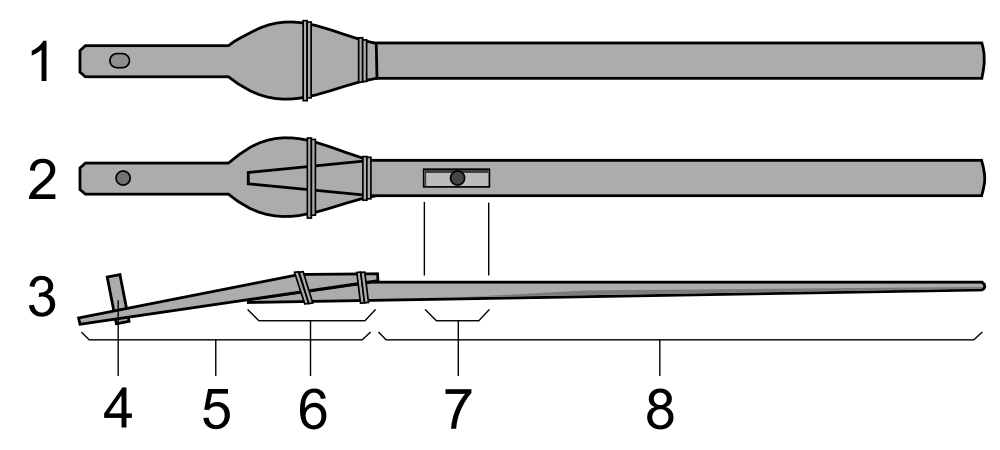
図1　艪
1.上面　2.下面 3.側面 4.ろかん 5.ろうで 6.いれこ 7.つがえ 8.ろした

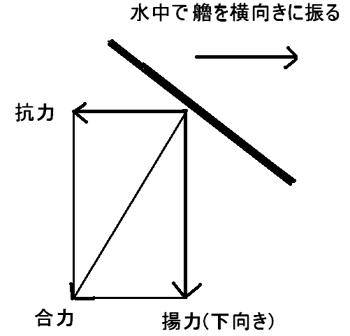
図2　推進力（揚力）

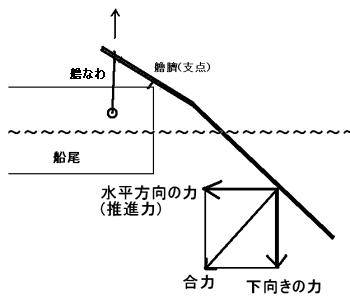
図3　柄にかかる上向きの力

艪（ろ）は、人力によって舟艇の推進力を得るための装置。櫓とも書く。

## 分布
明確な起源はわかっていない。文献上に現れるのは中国の漢代である。日本列島中央部（本州、四国、九州）、中国、台湾、朝鮮半島、ベトナムなどの東アジアに広く分布する。
備考として、日本の井向遺跡出土の一号銅鐸には、艪か操舵櫂を操る人物が乗ったゴンドラ状の船が描かれている。

## 外国語での名称
現代中国語では、「艣」という字も用い、「ルー（ピン音: lǔ）」と発音する。
英語には対応する装置や概念はないので、日本語の音を写して "ro" と表記する。「艫櫂（ろかい）」との形状的な類似から "scull" を用いることもままあるが、艪と艫櫂とは機能や動作原理が異なる。

## 推進原理
翼断面をもつ先端部を水中で舟の左右に振り動かす際に、振る方向よりも進行方向に傾けた角度（迎え角）をつけて艪の面に揚力(ただし、斜め下向き)を発生させ、その分力によって舟に推進力を与える。先端部を水中に深く差し入れるので、先端部（図1の 8. ろした）はかなり長い。水中に深く入るよう、取っ手（5. ろうで）に角度が付けてあるものが多い。
図2　艪の先(艪の断面)から見た、水中の艪に生じる力。「合力」は艪の断面と垂直の方向に生じる。
図3　舟の横から見た力。水中の艪の傾きに垂直な力（合力）から、その分力として、下向きの力と、水平方向の力(推進力)が生じる。下向きの力は支点（7. つがえ）を経て柄（4. ろかん）を押し上げる力となるので、舟底に固定した縄（艪なわ）で受け止める。

## 操作
中ほどの穴（7. つがえ）を船尾（艫、とも）にある艪臍（ろへそ）と呼ばれる棒状の部材に装着する。柄の手元近く（4. ろかん）と舟底を「艪なわ」でつなぐ。この縄は艪が波などで流失するのを防ぐとともに、漕艇の反作用で柄が浮き上がるのを止める役割をもつ。
漕ぎ手は、進行方向に対して横向きに立ち、取っ手部分を握る。艪臍を軸に、水中で艪の面が斜めに水を切るような角度（迎え角）をつけ、進行方向の左右に振るように動かす。押すときと引くときとで、艪の傾き（迎え角）は逆にする。

## 特徴
推進力を艪臍が受け、漕ぎ手が支えないので、漕ぎ手の負担が少ない（この点が櫂、もしくは「橈」（かい）とは異なる）。したがって、1人の漕ぎ手で大きな舟を操船することができる。
一丁の艪で推進する普通の艪船は前進しかできず、また小回りも利かない。原理上、漕艇の一動作ごとに舟は左右に頭を振り、また船尾が沈み込む。基本的に立位で、両手を使って操作するので、安定性が悪い舟や荒れた水面では使用しづらい。小型のものでは、足を使って操作するものもあるが、手を使うものよりも、操作に習熟が求められる。
後退させる必要のある船は船首にも艪がつけられるようにした。これを「逆艪（さかろ）」といった。大型船では舷側に艪を並べ、安宅船などでは100挺以上もの艪を装備した。複数人で漕ぐ大艪もあったが、立ち漕ぎする必要から、三段櫂船のように縦には重ねられず、艪走船の推進力を維持した大型化には限界があった。